# Henrique Delgado

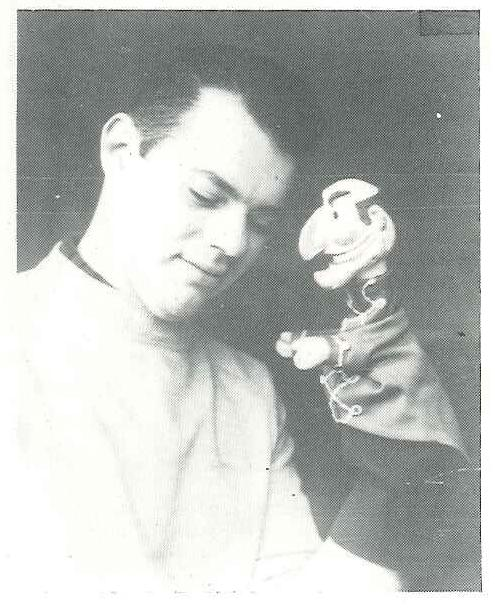
Henrique Delgado

Henrique Delgado (1938 - 15 de março de 1971) foi um artista português. Henrique ficou notório devido a arte da marioneta. A ele se deve muito do que se sabe sobre a marioneta popular portuguesa.
Foi um dos principais elementos do Robertoscope, grupo amador de teatro de marionetas que existiu na Casa do Pessoal da Companhia das Águas de Lisboa (hoje EPAL) com direcção de Henrique Trindade.
Este grupo, formado por trabalhadores daquela empresa, apresentou vários programas tendo efectuado mais de oitenta representações no período de 1964 a 1968, ultrapassando os 16.000 espectadores.
Henrique Delgado, fundou também um pequeno teatro seu com o nome de Teatro Lilipute. Escreveu artigos em inúmeros jornais e revistas, com destaque para a Plateia onde manteve uma coluna regular com o título "Bonifrates".
Artigos seus sobre a sua arte foram traduzidos e publicados em mais de uma dezena de países.
O seu espólio encontra-se no Museu da Marioneta em Lisboa.